# Zond 1
Zond 1, též 3MV-1 4, byla zkušební kosmická sonda SSSR k planetě Venuši z roku 1964, první oficiální z programu Zond. Sonda, katalogizovaná v COSPAR jako 1964-016D, kolem Venuše proletěla v době, kdy s ní bylo ztraceno spojení.

## Průběh letu
Odstartovala 2. dubna 1964 z kosmodromu Bajkonur s pomocí rakety Molnija-M.
První korekce dráhy byla provedena den po startu ve vzdálenosti 560 000 km od Země. Brzy po startu unikla z hermetického přístrojového úseku ochranná atmosféra a protože bylo jasné, že elektronika nevydrží, nebyla označená jako Veněra.
Druhá korekce, která způsobila zvýšení rychlosti letu o 50 m/s byla provedena 14. května 1964. V tu dobu byla od Země 13 milionů km daleko. Krátce po této operaci bylo se sondou ztraceno rádiové spojení. Sonda po průletu min. 110 000 km od Venuše pokračovala v dráze kolem Slunce, stala se umělou družicí, kde krouží ve vzdálenosti 100–149 milionů km. Oběžná doba je asi 274 dní.

## Konstrukce
Sondu vyprojektovalo středisko Koroljova. Hmotnost byla asi 960 kg.